# Position
En position er det sted, hvor noget befinder sig. Bruges især om geografisk sted på jordkuglen og andre tilnærmelsesvis sfæriske objekter.
På jordoverfladen (og på solen, planeter og måner) angives positionen ved to buemålskoordinater angivet i passende enheder. For positioner på jordkuglen benævnes koordinaterne bredde og længde og disse angives oftest i grader og minutter nord eller syd for ækvator henholdsvis øst eller vest for Greenwich meridianen. En position angives altid i forhold til et datum, og for geografiske positioner er WGS-84 datum ofte benyttet.
Eksempler på positionen af Peterskirken i Rom, angivet i forskellige buemålsformater samt UTM:
| Format                       | Eksempel                       |
| ---------------------------- | ------------------------------ |
| Grader                       | 41.902222 N 12.453333 Ø        |
| Grader, minutter             | 41° 54.13332 N 012° 27.19998 Ø |
| Grader, minutter og sekunder | 41° 54′ 8″ N 012° 27′ 12″ Ø    |
| UTM                          | 33T 288761 4642057             |

På himmelkuglen benævnes et steds koordinater med deklination og rektascension og angives ofte i henholdsvis grader henholdsvis timer, minutter og sekunder.
| Geografi/geologi | Spire Denne artikel om geografi er en spire som bør udbygges. Du er velkommen til at hjælpe Wikipedia ved at udvide den. |